# Georges-Frédéric Meyer
Pour les articles homonymes, voir Meyer.
Ne doit pas être confondu avec Georges-Frédéric, baron von Eppinghoven.
Georges-Frédéric Meyer (ou Mayer)  est un artiste-peintre alsacien, né à Strasbourg en 1735 et décédé à Ermenonville le 5 juin 1779.

## Biographie

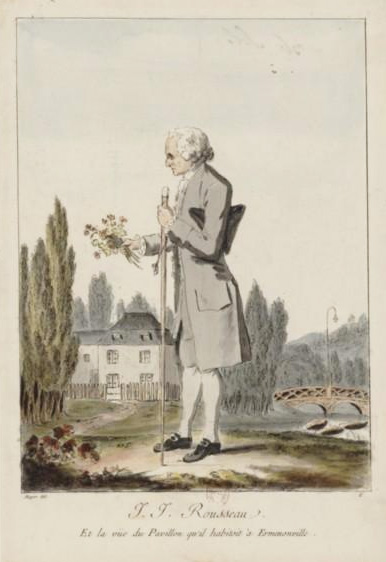
Portrait de Jean-Jacques Rousseau, en pied, tenant à la main un bouquet de fleurs

Il a été l'élève Daniel Hien (1725-1773) et de Francesco Casanova. Il a commencé sa carrière de peintre comme peintre animalier du prince Christian de Deux-Ponts-Birkenfeld. Il est au service du marquis de Girardin à partir de 1777. Outre des scènes de genre et des paysages, on lui doit un portrait de Jean-Jacques Rousseau herborisant.

Il est inhumé à Ermenonville où il passa les dernières années de sa vie. Sa tombe se trouve dans le Parc Jean-Jacques-Rousseau, là où le philosophe – dont les restes seront transférés au Panthéon par la suite – avait lui-même été enterré l'année précédente. Le monument porte l'inscription suivante en allemand : 
« Hier liegt George-Friederich Mayer, aus Straßburg geburtig, er war ein geschickter mahler und ein redlicher mann. »
(Ci-gît George-Friederich Mayer, né à Strasbourg, c'était un peintre habile et un honnête homme).